# Stenotarsus basalis
Stenotarsus basalis es una especie de coleóptero de la familia Endomychidae.

## Distribución geográfica
Habita en Sarawak.